# Craigavon (distrikt)
Craigavon var ett distrikt i grevskapet Armagh i Nordirland. Huvudort för distriktet var Craigavon. Distriktet låg söder om Storbritannien och Nordirlands största sjö Lough Neagh.
I samband med en distriktsreform i Nordirland 1 april 2015 slogs distrikten Armagh, Banbridge och Craigavon samman till distriktet Armagh, Banbridge and Craigavon, som 24 februari 2016 bytte namn till Armagh City, Banbridge and Craigavon. 